# Gwalior (Distrikt)
Der Distrikt Gwalior (Hindi ग्वालियर ज़िला) ist ein Distrikt im indischen Bundesstaat Madhya Pradesh. Die Distriktverwaltung befindet sich in der Stadt Gwalior.

## Geographie und Klima

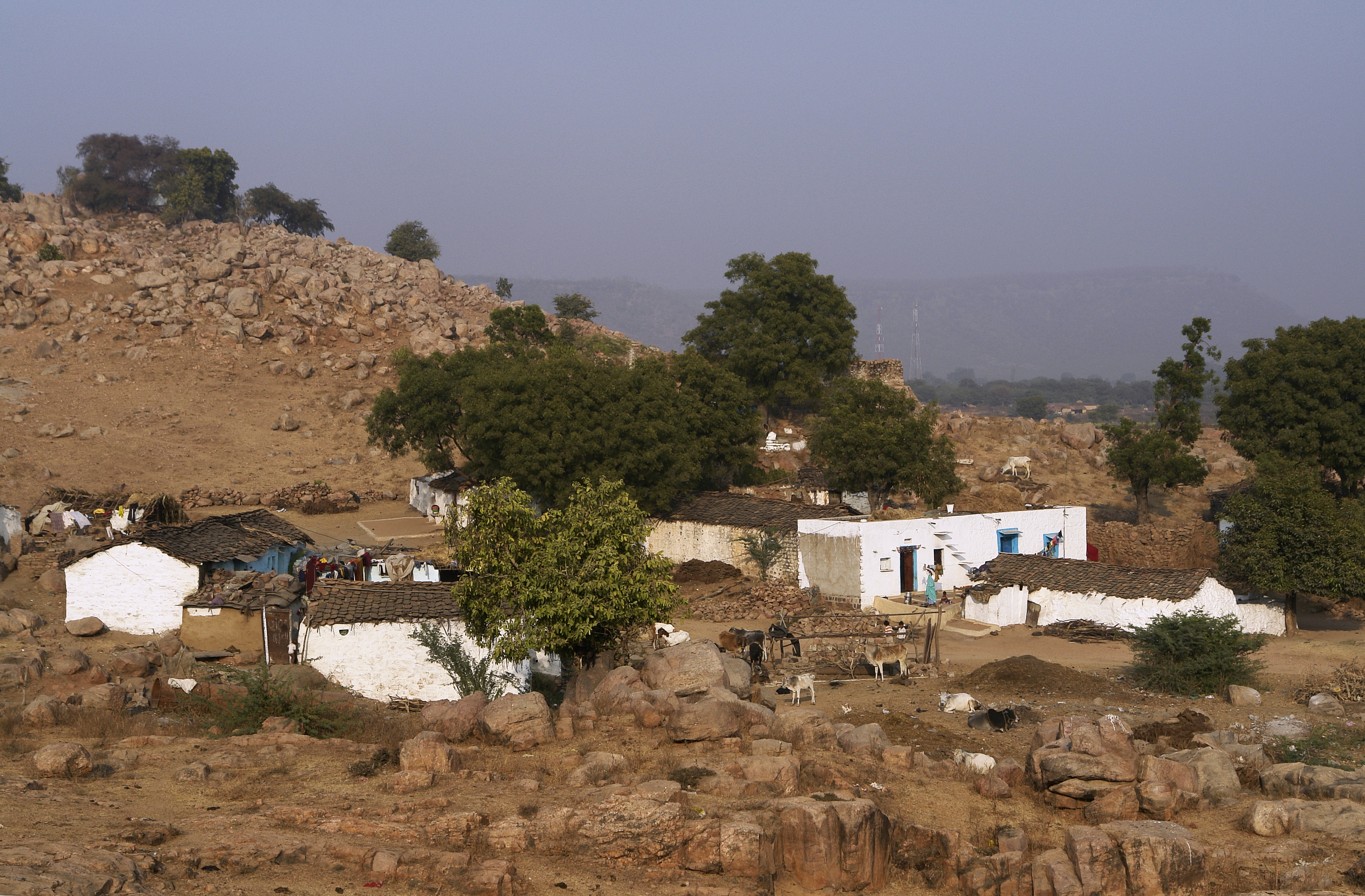
Dorf nahe dem Harsi-Staudamm

Der Distrikt liegt im Norden von Madhya Pradesh. Die angrenzenden Distrikte sind Morena im Norden, Bhind im Nordosten, Datia im Osten und Südosten, sowie Shivpuri im Süden. Die südöstliche Distriktgrenze wird durch den Richtung Osten fließenden Fluss Sindh gebildet und die südwestliche zum Teil vom Fluss Parvati.
Der Distrikt liegt in der Übergangszone von der Malwa-Ebene im Südwesten und der Ganges-Ebene im Norden und Osten. Geologisch besteht er im Großen und Ganzen aus einer Schwemmebene, mit einzelnen versprengten Ausläufern des Vindhyagebirges und Sandsteinformationen bei der Stadt Gwalior. Topografisch kann der Distrikt in vier Regionen unterteilt werden: die Ebenen im Westen, ein hügeliger Abschnitt in der Mitte, und Ebenen im Südosten und im Nordosten. Die Höhe über dem Meeresspiegel variiert zwischen 166 Metern über dem Meeresspiegel nahe dem Orf Baisora und 440 Metern nahe dem Dorf Laxmanpura.
Das Klima im Distrikt ist heiß und trocken, außer während der Monsunzeit. Der durchschnittliche Jahresniederschlag liegt bei etwa 764 mm. Fast 90 % des Niederschlags fallen während der Zeit des Südwestmonsuns zwischen Mitte Juni und September. Die übrigen Jahreszeiten (Postmonsunzeit Oktober/November, Winter
Dezember bis Februar, Sommer März bis Mitte Juni) sind dementsprechend trocken. Die höchsten Temperaturen werden mit 42,1 °C im Mai erreicht und die niedrigsten mit 7,1 °C im Januar.

## Geschichte

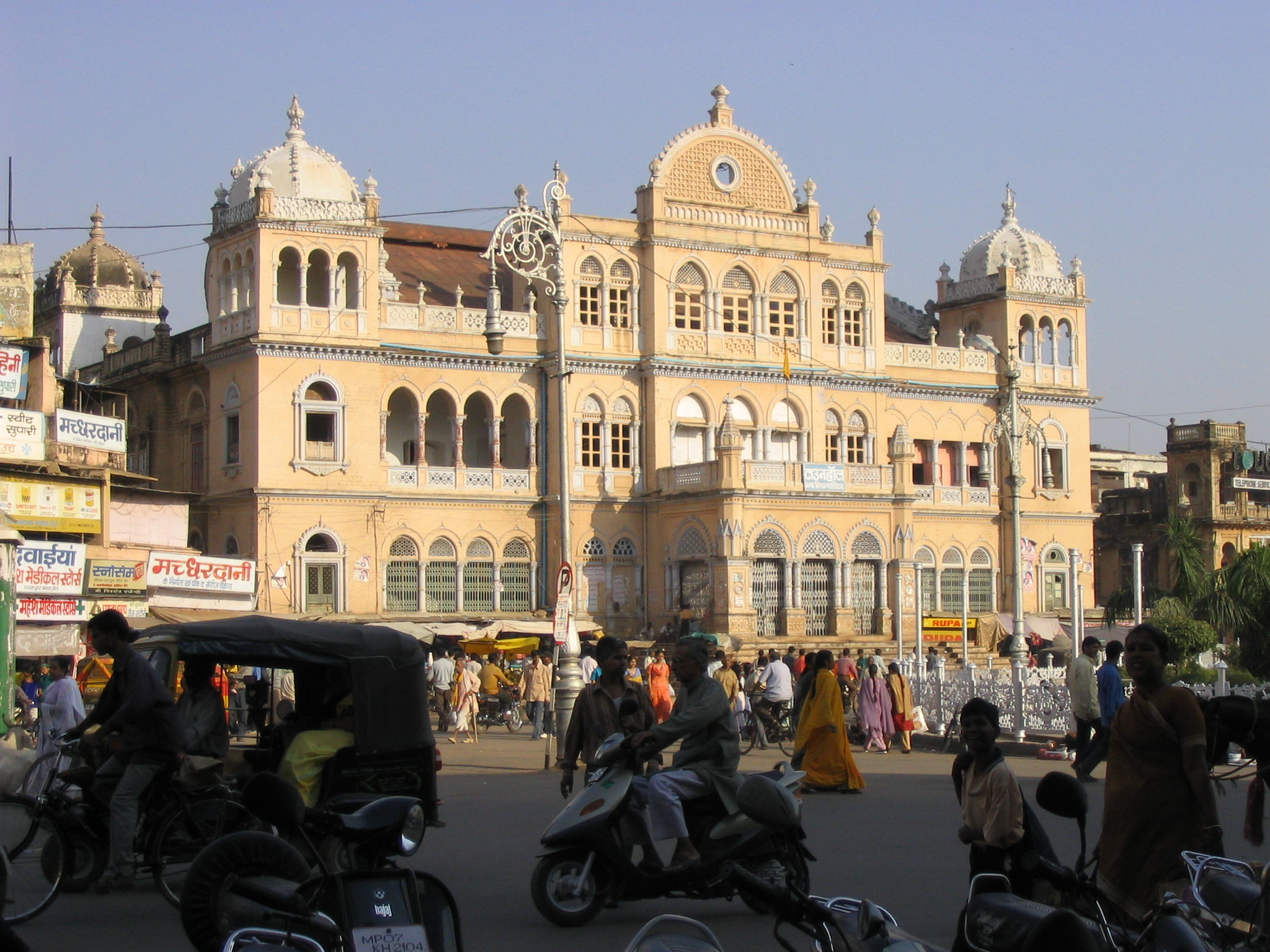
Gebäude in der Stadt Gwalior

Zur Zeit Britisch-Indiens bildete die Region das Zentrum des Fürstenstaats Gwalior, der von der Scindia-Dynastie regiert wurde. Nach der Unabhängigkeit Indiens am 15. August 1947 schloss sich Gwalior mit anderen Fürstenstaaten zur Union Madhya Bharat („Zentralindien“) zusammen und trat am 28. Mai 1948 der Indischen Union bei. Infolge des States Reorganisation Acts wurde Gwalior am 1. November 1956 ein Distrikt in Madhya Pradesh. Beim Zensus 1961 Pradesh wurde die Distriktfläche mit 2002 Quadratmeilen (5185,2 km²) angegeben. Bei der Volkszählung 1971 waren es 5213 km² (wahrscheinlich genauere Erfassung) und diese und damit die Distriktgrenzen blieben zunächst längere Zeit konstant. Am 22. Mai 1998 wurden mehrere westlich gelegene Exklaven (Tehsil Bhander, 654,43 km² und damals 140.411 Ew.) an den benachbarten Distrikt Datia abgegeben. Die Distriktfläche reduzierte sich dadurch auf 4560 km².

## Bevölkerung
Der Distrikt hatte bei der Volkszählung 2011 2.032.036 Einwohner. 10 Jahre zuvor waren es noch 1.632.109. Das Geschlechterverhältnis lag bei 864 Frauen auf 1000 Männer. Die Alphabetisierungsrate betrug 76,65 % (84,70 % bei Männern, 57,38 % bei Frauen). 90,3 % der Bevölkerung waren Hindus, 7 % Muslime, 1,2 % Sikhs und 0,9 % Jainas.

## Verwaltungsgliederung

### Tehsils
Im Jahr 2023 war der Distrikt in fünf Tehsils unterteilt: Gwalior, Dabra, Bhitarwar, Chinor, Ghatigaon, Tansen, Morar und City Center.

### Städtische Siedlungen
Bie der Volkszählung 2011 gab es sieben städtische Siedlungen. Die Stadt Gwalior ist die einzige Municipal Corporation (MC). Daneben gab es 2011 eine Municipality (M), eine Cantonment Board (CB, Garnisonsstadt unter Kontrolle des indischen Verteidigungsministeriums), drei Nagar Panchayats (NP) und vier Census towns (CT). Alle folgenden Einwohnerzahlen stammen aus dem Zensus 2011.
- Gwalior (MC, 202.066)
- Dabra (M, 61.277)
- Morar Cantonment (CB, 48.464)
- Bilaua (NP, 12.893)
- Pichhore (NP, 12.425)
- Bhitarwar (NP, 19.096)
- Antari (NP, 9.949)
- Tekanpur (CT, 12.348)
- Buzurg (CT, 13.868)
- Dabra (CT, 20.629)
- Ramgarh (CT, 8.423)